# Ramon Sabí i Serra
Ramon Sabí i Serra (L'Hospitalet de Llobregat, 1924 - 17 de juliol de 1986) fou un escultor català.

## Biografia
Va estudiar a l'Escola de Belles Arts de Sant Jordi, on fou deixeble de Frederic Marès, i el 1942 va participar en l'Exposició Nacional de Barcelona. Hi ha escultures i relleus seus a l'Hospitalet i Mollet del Vallès.

## Escultures
- Minerva i la flama de la Saviesa (Mollet del Vallès, 1964)[3]
- L'Hospitalet, ciutat pubilla (L'Hospitalet de Llobregat, 1966)
- La Intel·ligència, baix relleu a la Casa Cultural de Mollet del Vallès
- Noia dels Lliris als Jardins de Mossèn Cinto (1970)